# Frate Menotti
Frate Menotti, all'anagrafe Menotti Vittorio Amedeo Bianchi (Bari, 24 settembre 1863 – Bari, 11 settembre 1924), è stato un disegnatore italiano.
Le sue caricature comparvero sulla stampa pugliese tra la fine dell'Ottocento e l'inizio del Novecento.

## Biografia
Figlio di un disegnatore, Tommaso, che probabilmente gli fece da educatore, nel 1885 trovò impiego presso la Banca Bitontina, presso la quale avrebbe lavorato sino al 1892, quando fu assunto dalla Camera di commercio di Bari.
Dopo alcune sporadiche collaborazioni risalenti al 1883, nel 1888 iniziò a pubblicare assiduamente le sue caricature sul settimanale umoristico barese Fra Melitone, firmandole per vezzo anticlericale con lo pseudonimo di Frate Menotti. La collaborazione con il Fra Melitone sarebbe continuata sino al 1894, sebbene nello stesso periodo non mancassero collaborazioni con altre testate baresi: il quotidiano Il Mattino (1888) e il quindicinale satirico Sancio Panza (1890). Nel 1890 e nel 1892 pubblicò due album di caricature sotto il titolo di Colpi da orbo; due anni dopo videro la luce alcune vignette con commento in rima che portavano il titolo di Lanterna magica. Negli anni successivi Frate Menotti ebbe modo di collaborare con il quindicinale letterario Il Salotto, edito da Goffredo di Crollalanza (1895), con la rivista mondana Yorick e il settimanale radical-socialista Spartaco (1896), e poi con il Figaro (1900-1902), il Don Ferrante (1902-1907), il quotidiano Corriere delle Puglie (1907) e numerose altre testate minori. Pubblicò pure diversi album di caricature inedite tanto dei protagonisti della vita politica nazionale quanto delle personalità di spicco della società barese, dagli esponenti dell'alta borghesia agli animatori della vita culturale cittadina, colti nella loro quotidianità a teatro o nei caffè. Alcune delle sue produzioni vennero periodicamente raccolte nel giornale L'Indisposizione, pubblicato sotto la sua supervisione attorno al 1900.
Dopo il 1907 e sino al 1920 diradò le sue collaborazioni alla stampa periodica. Le sue vignette e caricature non mancarono tuttavia di far emergere tra le maglie della censura una certa vena antigiolittiana e diverse prese di posizione antimilitariste. Nel 1922 avviò la collaborazione con La Gazzetta di Puglia dalla quale fu estromesso circa un anno dopo, quando i malcelati attacchi al trasformismo della classe dirigente barese ormai acquiescente verso il fascismo lo misero in contrasto con la linea politica prudente di quella testata. Frate Menotti morì l'11 settembre 1924, a quasi 61 anni, lasciando un patrimonio di circa 1500 tavole caricaturali.
La Biblioteca nazionale Sagarriga Visconti-Volpi conserva oltre 800 caricature originali di Frate Menotti.